# Robert Stromberg
Robert Stromberg ist ein US-amerikanischer Visual-Effects-Supervisor, Szenenbildner und Filmregisseur.

## Leben
Stromberg stieß 1989 zum Film und war anfangs für die Matte Paintings in Filmen wie Tremors – Im Land der Raketenwürmer, Eine Frage der Ehre und Die nackte Kanone 33⅓ verantwortlich. Zusätzlich gestaltete er die visuellen Effekte bei jeweils einer Episode von Raumschiff Enterprise: Das nächste Jahrhundert und Star Trek: Raumschiff Voyager, für die er 1992 und 1995 mit einem Emmy ausgezeichnet wurde. 2001 gestaltete er die visuellen Effekte in James Mangolds Kate & Leopold. Es entwickelte sich eine langjährige Zusammenarbeit, die sich bei Identität, Walk the Line und Todeszug nach Yuma fortsetzte.
2004 erarbeitete er zusammen mit Daniel Sudick, Stefen Fangmeier und Nathan McGuinness die visuellen Effekte für Peter Weirs Master & Commander – Bis ans Ende der Welt mit Russell Crowe in der Hauptrolle. Dafür wurden sie für einen Oscar in der Kategorie Beste visuelle Effekte nominiert. Zudem erhielt er 2008 für die Miniserie John Adams – Freiheit für Amerika erneut einen Emmy.
Für James Camerons 2009 veröffentlichten Avatar – Aufbruch nach Pandora wurde Stromberg als Szenenbildner engagiert. Die Arbeit an dem Film brachte ihm, Rick Carter und Kim Sinclair 2010 einen Oscar für das beste Szenenbild ein. Einen weiteren Preis erhielt er ein Jahr später für seine Arbeit an Tim Burtons Alice im Wunderland.
2014 gab er beim Fantasyfilm Maleficent – Die dunkle Fee sein Debüt als Regisseur.

## Filmografie
Als Visual-Effects-Supervisor
- 1994: Vaterland (Fatherland)
- 1995: Dem Himmel so nah (A Walk in the Clouds)
- 1997: Kull, der Eroberer (Kull the Conquerer)
- 1998: Gefährliche Schönheit – Die Kurtisane von Venedig (Dangerous Beauty)
- 1998: Ausnahmezustand (The Siege)
- 2001: Kate & Leopold
- 2003: Identität (Identity)
- 2003: Master & Commander – Bis ans Ende der Welt (Master and Commander: The Far Side of the World)
- 2004: Terminal (The Terminal)
- 2004: Sky Captain and the World of Tomorrow
- 2004: Aviator (The Aviator)
- 2005: Walk the Line
- 2005: Die Geisha (Memoirs of a Geisha)
- 2006: The Fast and the Furious: Tokyo Drift
- 2007: Todeszug nach Yuma (3:10 to Yuma)
- 2007: There Will Be Blood
- 2007: Der Goldene Kompass (The Golden Compass)
- 2007–2009: The Pacific (Miniserie)
- 2008: Tropic Thunder
- 2008: John Adams – Freiheit für Amerika (John Adams, Miniserie)
- 2008: Mein Schatz, unsere Familie und ich (Four Christmases)
- 2009: Avatar – Aufbruch nach Pandora (Avatar)
- 2010: Shutter Island
- 2010: Alice im Wunderland (Alice in Wonderland)
- 2013: Die fantastische Welt von Oz

Als Szenenbildner
- 2009: Avatar – Aufbruch nach Pandora (Avatar)
- 2010: Alice im Wunderland (Alice in Wonderland)
- 2013: Die fantastische Welt von Oz

Als Regisseur
- 2014: Maleficent – Die dunkle Fee (Maleficent)